# Heliconius pseudorhea
Heliconius pseudorhea är en fjärilsart som beskrevs av Otto Staudinger 1896. Heliconius pseudorhea ingår i släktet Heliconius och familjen praktfjärilar. Inga underarter finns listade i Catalogue of Life.